# Joseph Yacoub
Joseph Yacoub (Al-Hasakah, 2 de juliol de 1944) és un professor honorari de ciència política per la Universitat Catòlica de Lió. Nascut a Síria, pertany a la comunitat assíria. La seva família va haver d'emigrar de la regió d'Urmia durant la Primera Guerra Mundial. La seva llengua materna és el siríac, tot i que també domina l'àrab. Les seves obres les escriu principalment en francès.

## Biografia
Després d'assistir en escoles franceses al Líban, i després d'estudiar a la Universitat Lumière de Lió 2, on va aconseguir dos doctorats en el camp de la història contemporània (el segon d'ells sobre la qüestió assíria-caldea entre les dues guerres mundials: 1908-1938), va ensenyar ciència política i relacions internacionals a la Universitat Catòlica de Lió entre el juliol de 1975 i l'octubre de 2011, principalment a l'Institut de Drets Humans, un dels seus fundadors.
Va ser propietari d'una cadira a la UNESCO:”Memòria, Cultures i Interculturalitat” de l'esmentada universitat, i editor en cap de la seva revista acadèmica: “Etudes interculturelles” (estudis interculturals) entre el 2007 i el 2011. He continues to be member of its orientation committee and its editorial review.
Ha rebut nombrosos premis, entre els quals destaquen la Creu de l'Església Assíria Oriental, atorgada per part del patriarca Dinkha IV. Des de l'abril del 2006, el seu nom aparèix a la paret mural del poble de Lió com a escriptor.
Especialitzat en minories ètniques, religioses, culturals i lingüístiques, pobles indígenes, drets humans i cristians a l'Orient mitjà, les seves obres han estat traduïdes en diversos idiomes.
Va estar involucrat molt activament en la commemoració del centenari del genocidi assiri/siríac a França, Europa i la resta del món; va publicar els seus primers articles sobre aquesta temàtica a principis del 1984.
Va participar en diversos col·loquis i conferències internacionals per tot el món per tal de fer conèixer el poble assiri, promoure l'entesa entre els pobles, i el diàleg intercultural i intereligiós a escala internacional. Els seus llibres són revisats regularment i enviats pel seu anàlisi.

## Obra

### Llibres
- The Assyrian Question, Alpha Graphic, Chicago, 1986, republished with additional elements in 2003, translated into Arabic and Turkish.
- Les minorités. Quelle protection? Editions Desclée de Brouwer (DDB),[9] Paris, 1995.
- Babylone chrétienne. Géopolitique de l'Eglise de Mésopotamie,Editions Desclée de Brouwer (DDB), Paris, 1996.
- Réécrire la Déclaration universelle des droits de l'homme, Editions Desclée de Brouwer (DDB), Paris, 1998; published and updated in 2008.
- Les minorités dans le monde. Faits et analyses, Editions Desclée de Brouwer (DDB), Paris, 1998.
- Au-delà des minorités. Une alternative à la prolifération des Etats, Ed. de l'Atelier,[10] Paris, 2000, translated into Arabic.
- Au nom de Dieu ! Les guerres de religion d'aujourd'hui et de demain, Editions Jean Claude Lattès, février 2002, Paris, translated into Czech.
- Menaces sur les chrétiens d'Irak, Editions CLD, Chambray-lès-Tours, mars 2003 ; translated into Italian : I Cristiani d'Iraq, Ed. Jaca Book,[11] Milano, 2006.
- A l'épreuve des civilisations et des cultures, repenser les droits de l'homme. Une approche critique, in: L'Odyssée des droits de l'homme, t.III, "Enjeux et perspectives des droits de l'homme", J. Ferrand et H. Petit (Eds.), L'Harmattan, Paris, 2003, p. 183-200.
- Les droits de l'homme sont-ils exportables ? Géopolitique d'un universalisme, Editions Ellipses,[12] Paris, 2004.
- Minorities and religions in Europe. Case-study: The Assyro-Chaldeans of Turkey, 2006, in European Yearbook of Minority issues, European Center of Minority issues (ECMI), Flensburg, Allemagne, vol. 4, 2004/5, Martinus Nijhoff Publishers, p. 29-49.
- Le minoranze cristiane in Siria, Siria dalle Antiche citta-stato alla primavera interrotta di Damasco, A cura di Mattia Guidetti, Ed. Jaca Book, 2006, Milano, p. 155-164.
- La démocratie occidentale est-elle transposable ? Démocratie et fondamentalisme religieux dans les pays arabes, Annuaire international des droits de l'homme, vol. II, 2007, Editions Bruylant and Sakkoulas, p. 297-326.
- Fièvre démocratique et ferveur fondamentaliste. Dominantes du XXIè siècle, Editions du Cerf, Paris, 2008.
- La dignité dans la pensée mésopotamienne et ses implications en Irak aujourd'hui, in La dignité humaine. Perspectives transculturelles, Jacques Poulain, Hans Jörg Sandkühler, Fathi Triki, Philosophie et transculturalité, vol. 7, Peter Lang, 2009, Frankfurt am Main, p. 63-98.
- L'Humanisme réinventé, Editions du Cerf, Paris, 2012.
- Diversité culturelle et universalité des droits de l'homme, in : Les droits de l'homme. Défis et mutations, ouvrage collectif, edited by André S. Dizdarevic et Roger Koussetogue Koudé, L'Harmattan, 2013, Paris, p. 19-34.
- La reconnaissance internationale de la diversité culturelle et des minorités. Leur statut dans le monde arabe, in : Minorities in Iraq. Memory, identity and challenges, edited by Sa’ad Salloum, Masarat for cultural and Media development, Bagdad-Beyrouth, 2013, (in French, Arabic and English languages).
- Multiculturalism and Minority Rights in the Arab World, edited by Will Kymlicka and Eva Pföstl, communication entitled : « How does the Arab World perceive Multiculturalism and treat its minorities ? The Assyro-Chaldeans of Iraq as a case study », Oxford University Press (OUP), Oxford, 2014, p. 250-277.
- Qui s'en souviendra ? 1915 : le génocide assyro-chaldéen-syriaque, Editions du Cerf, Paris, octobre 2014.
- Oubliés de tous. Les Assyro-Chaldéens du Caucase. with his wife Claire Weibel Yacoub, Editions du Cerf, Paris, 2015, Academic Price of Oeuvre d'Orient, 2016.
- Year of the Sword. The Assyrian Christian Genocide. A History, (Qui s'en souviendra? 1915: le génocide assyro-chaldéen-syriaque) translated by James Ferguson from French into English, Hurst Publishers, London, August 2016.[13]

### Articles
- Joseph Yacoub ha publicat nombrosos articles en diaris de tot el món (Le Monde, Le Figaro, La Croix, (diari francès)...,[14] Avvenire (diari italià), L'Orient-Le Jour (diari libanès), la Libre Belgique (diari belga), Le Devoir (diari del Quebec), Al-Hayat, Al-Quds Al-Arabi ...
- També ha contribuït en revistes acadèmiques com ara: Diogenes (Diogène),[15]Vita e Pensiero,[16] Revue trimestrielle des droits de l'homme (RTDH),[17] le Monde diplomatique, Confluence Méditerranée,[18] Proche Orient Chrétien (POC),[19] Les Annales de l'autre Islam ...

### La qüestió assíria: publicacions
- Les Réfugiés assyro-chaldéens de Turquie, CEDRI, Forcalquier, 1986.
- The Assyrian Question, Alpha Graphic, Chicago, 1986.
- Les Assyro-Chaldéens d'aujourd'hui, in: L'Afrique et l‘Asie modernes, CHEAM, Paris, 1986-1987, p. 28-44.
- Les Assyro-Chaldéens. Un peuple oublié de l'histoire, Groupement pour les droits des minorités (GDM), Paris, 1987.
- La question assyro-chaldéenne, les Puissances européennes et la Société des Nations, in: Guerres mondiales et conflits contemporains,Revue trimestrielle d'histoire, PUF, n° 151, Paris, 1988, p. 103-120.
- Diasporas et Développement, in: Histoires de développement (revue), Catholic University of Lyon, n° 6, juin 1989.
- Les Assyro-Chaldéens, une minorité en voie d'émergence?, Centre québécois de relations internationales, Canada, Québec, Université Laval, juin 1990, p. 341-373.
- Les Assyro-Chaldéens, translated into Japonese language in: Minorities in the World and the legal system, Buraku Liberation Research Institute, Osaka, 1991, p. 226-246.
- Les Assyro-Chaldéens, une minorité dispersée, in: Hommes et Migrations, numéro spécial consacré au sujet « Minorités au Proche-Orient », janvier-février 1994, Paris, p. 37-41.
- De Babylone à Paris : la diaspora assyro-chaldéenne, in L'Espace géographique, numéro consacré aux diasporas, Michel Bruneau coordinateur, Doin éditeurs - Paris, Reclus-Montpellier, tome XXIII, n° 1, 1994, p. 29-37.
- Les Assyro-Chaldéens originaires de Turquie : une communauté en situation migratoire, in Les Annales de l'autre Islam, INALCO-ERISM, 1995, n° 3, Paris, p. 451-466.
- Minorities and religions in Europe. Case-study: The Assyro-Chaldeans of Turkey, in: European Yearbook of Minority issues, European Center of Minority issues (ECMI), Flensburg, Allemagne, vol. 4, 2004/5, Martinus Nijhoff Publishers.
- Participation to the documentary film realized and produced by Robert Alaux, "The Last Assyrians", Paris, Lieurac production, 2005.
- Les Assyro-Chaldéens du Caucase. Une trajectoire migratoire méconnue, Holy Spirit University of Kaslik, Lebanon, 5 December 2014.
- Participation to the documentary film produced by Robert Alaux and Nahro Beth-Kinné, Seyfo l'élimination. Centenaire d'un génocide 1915-2015.
- La diaspora assyro-chaldéenne. Entre identité et intégration, in : La vocation des Chrétiens d'Orient. Défis actuels et enjeux d'avenir dans leurs rapports à l'Islam, Ed. Karthala, Paris, 2015, p. 189-206.
- Les chrétiens d'Orient en France. Capacité d'adaptation et attachement à leur identité. Etude de cas : Les Assyro-Chaldéens de France, in: L'unité des chrétiens. Pourquoi? Pour qui? sous la direction de Michel Mallèvre, Editions du Cerf, Paris, April 2016, p. 55-75.